# Malos
Malos (griechisch Μᾶλος Málos) ist in der griechischen Mythologie ein König von Epidauros.
Nach Stephanos von Byzanz ist er Sohn des Amphiktyon oder eines Amyros aus Böotien sowie der Namensgeber der Stadt Malieus (griechisch Μαλιεύς).
Im Hymnos den Isyllos von Epidauros ist er König von Epidauros, der Gatte der Muse Erato und Vater der Klyomena.
Er wird als Begründer des Kultes des Apollon Maleatas beschrieben.  Daher wird angenommen, Malos sei eine epidaurische Erfindung zur Erklärung des Kultnamens Apollon Maleatas.